# Business Insider
Business Insider – międzynarodowy serwis internetowy założony w 2007, początkowo funkcjonujący pod nazwą Sillicon Valley Insider. Firma została założona przez byłego dyrektora generalnego DoubleClick Kevina P. Ryana oraz Dwighta Merrimana i Henry’ego Blodgeta. Od 2015 roku właścicielem Business Insidera jest niemiecki dom wydawniczy Axel Springer, który przejął firmę za 343 miliony dolarów. Główna siedziba BI znajduje się w Nowym Jorku.
Firma była notowana w rankingu Alexa na miejscu 332. Business Insider był wielokrotnie nagradzany i wyróżniany w różnych rankingach. W 2012 roku znalazł się na liście 500 najszybciej rozwijających się firm magazynu INC, a w 2013 roku został nominowany do nagrody Webby Awards w kategorii Blog-Business. W 2014 roku Business Insider awansował na drugie miejsce wśród  serwisów informacyjnych o tematyce biznesowej i finansowej. Według comScore, w 2017 roku Business Insider stał się największym serwisem z wiadomościami biznesowymi w Internecie przeznaczonym dla brytyjskich czytelników i wygenerował ponad 300 milionów wyświetleń filmów miesięcznie. Również w 2017 roku marka została uznana za lidera w rankingu Press Gazette.
Firma jest organizatorem konferencji IGNITION.
Business Insider posiada dziewięć edycji w sześciu językach na całym świecie – w Polsce, Wielkiej Brytanii, Niemczech, USA, Australii, Indii, Indonezji, Malezji i Singapurze.

## Business Insider Polska

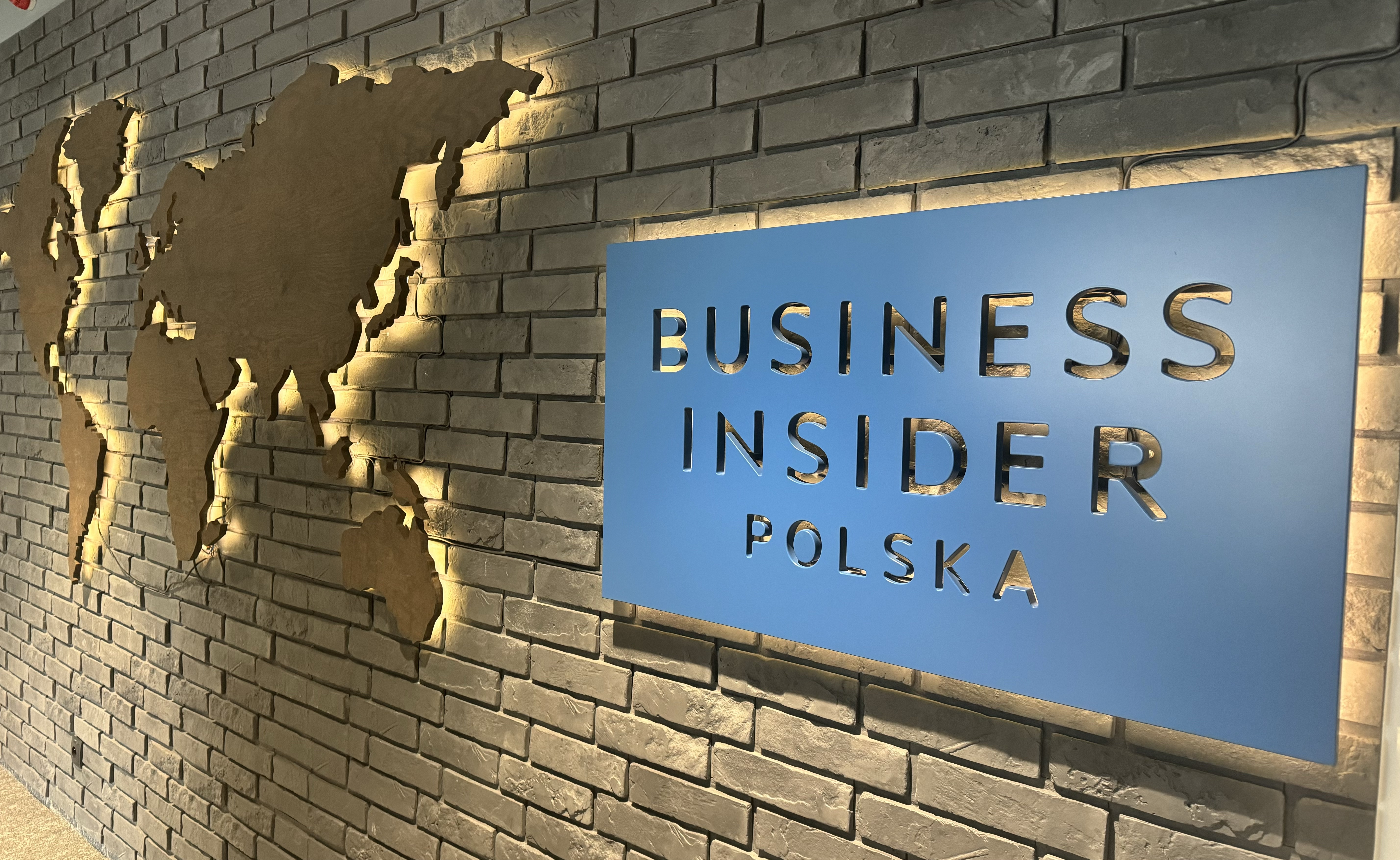
Biuro Business Insider Polska

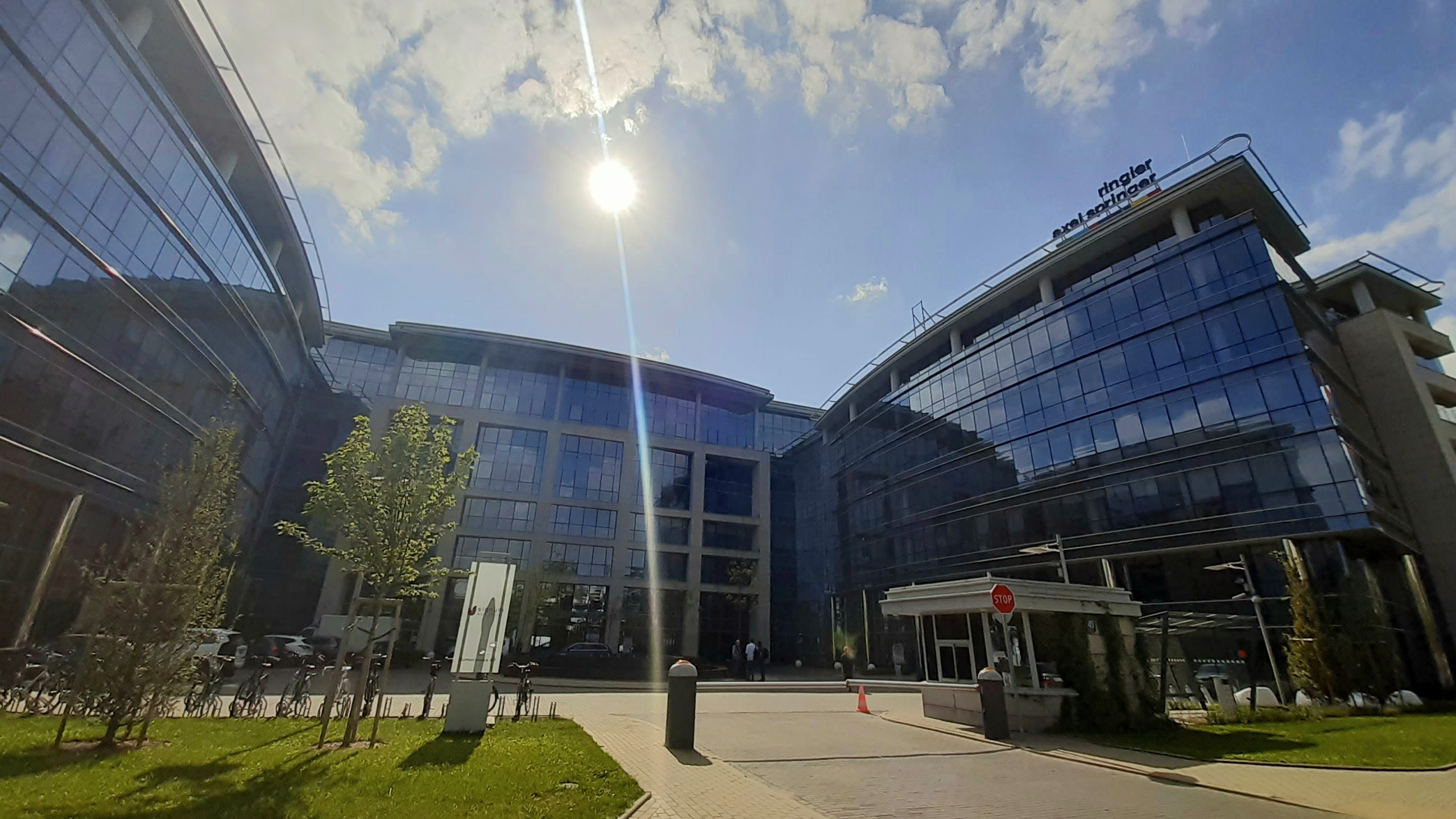
Siedziba Business Insider Polska, Warszawa

Business Insider Polska to polskie wydanie Business Insider, amerykańskiego serwisu o globalnym zasięgu. Polska wersja Business Insider zadebiutowała na polskim rynku w połowie 2016 roku. Została ona wprowadzona przez koncern Ringier Axel Springer Polska, który jest właścicielem polskiego serwisu.
Polska odsłona Business Insider powstała jako trzecia z kolei (po Wielkiej Brytanii i Niemczech) w Europie. 
Początkowo wydawcą polskiej wersji BI miała być Agora. O tych planach spółka poinformowała w komunikacie, w lipcu 2015 roku. Start Business Insidera w ramach portalu Gazeta.pl nie doszedł jednak do skutku. We wrześniu 2015 roku 88% udziałów BI przejął Axel Springer, rozwiązał umowę z Agorą i licencję na prowadzenie BI w Polsce przekazał portalowi Onet (Axel Springer jest jednym z właścicieli Onetu). W wyniku rozwiązania umowy Axel Springer musiał zapłacić Agorze karę. Obie strony nie podały jednak jej wartości.
BI Polska jest drugim co do wielkości pod względem zasięgu serwisem funkcjonującym pod marką Business Insider (ustępując jedynie USA). Business Insider Polska jest w Polsce jednym z największych serwisów o profilu biznesowo-finansowym. Serwis dostarcza codziennie swoim czytelnikom aktualności, analizy, opinie ekspertów oraz raporty dotyczące tematów takich jak gospodarka, prawo, finanse osobiste i najnowsze technologie, zarówno z Polski, jak i z zagranicy.
Pierwszym redaktorem naczelnym BI Polska został Łukasz Grass.
Business Insider Polska regularnie jest w czołówce najchętniej cytowanych serwisów w kategorii biznes i finanse w Polsce. W 2023 BI Polska z ponad 200 000 obserwujących, był największym polskim profilem medialnym w serwisie LinkedIn.
Główne biuro BI Polska znajduje się w siedzibie Ringier Axel Springer w Warszawie przy ulicy Domaniewskiej 49, tuż przy redakcji miesięcznika Forbes i studia Newsweeka.
Za wprowadzenie w Polsce tej marki, zbudowanie redakcji i wdrożenie serwisu odpowiadał Tomasz Bonek, wcześniejszy wieloletni redaktor naczelny i współtwórca portalu Money.pl
Business Insider Polska kieruje swoją ofertę do wszystkich, którzy chcą zrozumieć biznes, rozwijać się i doskonalić zarówno w sferze zawodowej, jak i osobistej. Misją serwisu jest dostarczanie informacji w sposób otwarty i transparentny, bezstronny i niezależny od zewnętrznych nacisków. Business Insider Polska stara się przekazywać pełny obraz sytuacji, przedstawiając skomplikowany kontekst zgodnie z aktualnym stanem wiedzy naukowej.
Serwis regularnie przedstawia także przekrojowe analizy i raporty tematyczne. Poza artykułami czy materiałami wideo w BI Polska pojawiają się także takie narzędzia jak m.in. porównywarka kredytów.
Obecnie treści serwisu podzielone są na działy: Gospodarka, Giełda i waluty, Prawo, Technologia i trendy, Biznes, Nieruchomości, Praca i Premium (obejmujący odpłatne treści z różnych obszarów).
W 2017 roku Business Insider Polska stał się głównym dostawcą treści biznesowych dla Onetu. Obecnie BI Polska wchodzi w skład pakietu subskrybcyjnego Onet Premium.

## Kluczowa działalność Business Insider Polska

### Formaty wideo
- Onet Rano Finansowo powered by BI – to prowadzony od września 2023 roku program o tematyce finansowej o charakterze poradnikowym, prowadzony przez redaktorów Business Insider Polska – Mikołaja Kunicę i Marcina Lisa[35][36].
- Opłaca się wiedzieć. BI wyjaśnia – to format w którym specjalista wyjaśnia skomplikowane zagadnienia finansowe[37].
- In Business – liderzy biznesu o biznesie – jest cyklicznym programem, prezentującym kulisy biznesu i sylwetki ludzi, którzy wyznaczają trendy i kierunki zmian w gospodarce. Gospodarzem programu jest Mikołaj Kunica, który rozmawia z prezesami i właścicielami największych firm w Polsce rozmawia[38][39].

### Raporty
- BIndicators – to cykl raportów realizowany od roku 2022, oparty na prognozach uznanych ośrodków analitycznych z banków komercyjnych, instytucji finansowych oraz think tanków[40].
- Bezpieczny kredyt 2%. Kluczowe informacje o kredytach mieszkaniowych – raport opublikowany w 2023 roku wspólnie z marką Lendi.pl[41]
- Portret finansowy Polaków – akcja mająca na celu zrozumienie i analizę zachowań finansowych Polaków, głównie w obszarze inwestycji i oszczędzania[42]

### Wydarzenia
Konferencja Business Insider Trends Festival – to jedno z najważniejszych wydarzeń poświęconych trendom biznesowym w Europie Środkowo-Wschodniej. Organizatorem jest Business Insider Polska. Międzynarodowa konferencja corocznie gromadzi przedstawicieli świata biznesu, marketingu, nauki i mediów, stwarzając okazję do wymiany doświadczeń. Skupia się nie tylko na analizie głównych trendów finansowych, ale także na prognozach dotyczących globalnej gospodarki na najbliższe lata. Stanowi platformę do spotkań i dyskusji na temat najnowszych trendów w biznesie, gospodarce i technologii.
Pierwsza edycja miała miejsce 21 listopada 2019 roku w Warszawie. Wówczas prelegenci dzielili się wiedzą i doświadczeniami na temat innowacyjnych rozwiązań oraz zmian w różnych branżach. Wśród prelegentów znaleźli się m.in. Tomasz Nalewajk (Uber Polska), Michał Sadowski (Brand24), Michał Wojciechowski (WP Holding) i Tomasz Bonek (Business Insider Polska). Omawiane tematy obejmowały trendy w e-commerce, marketingu, technologiach mobilnych, sztucznej inteligencji i innych dziedzinach.
Business Insider Awards – przyznawana od 2023 nagroda dziennikarzy redakcji Business Insider Polska, specjalistów w najważniejszych dziedzinach gospodarki, prawa, biznesu i nowych technologii. Powstała, aby uhonorować wizjonerów, menedżerów wysokiego szczebla, liderów organizacji, którzy wyznaczają nowe trendy i kierunki rozwoju przedsiębiorczości.

## Historia Business Insider Polska
- Business Insider Polska to serwis o tematyce biznesowo-finansowej, należący do koncernu Ringier Axel Springer Polska. Polska edycja portalu została uruchomiona w 2016 roku jako trzecia tego typu platforma w Europie, po wcześniejszym wprowadzeniu wersji brytyjskiej i niemieckiej[26].
- Początkowo wydawcą BI w Polsce miała być Agora. Jednak po przejęciu portalu w USA, jego nowy właściciel, Axel Springer przekazał licencję na prowadzenie serwisu portalowi Onet.[49]
- Pierwszym redaktorem naczelnym polskiego Business Insidera został Łukasz Grass[50][26].
- W 2019 roku na tym stanowisku zastąpił go Mikołaj Kunica, dziennikarz specjalizujący się w tematyce finansowej[51][52].
- W 2021 roku serwis przeszedł gruntowną przebudowę strony głównej i wyodrębniono pięć kluczowych działów tematycznych: gospodarka, rynek, biznes, finanse osobiste oraz technologia i trendy[53].
- Rok 2022 przyniósł integrację Business Insider Polska z usługą subskrypcyjną Onet Premium, umożliwiającą dostęp do treści z kilkunastu tytułów prasowych w ramach jednej subskrypcji[54].
- Natomiast w 2023 roku profil Business Insidera na LinkedIn przekroczył liczbę 200 tysięcy obserwujących, stając się największym polskim profilem medialnym na tej platformie społecznościowej[15].

## Nagrody
Redakcja Business Insider Polska wielokrotnie była doceniana przez różne gremia i instytucje za jakość swojej pracy dziennikarskiej i eksperckiej.
- W 2023 roku wyróżniono Łukasza Zalewskiego, specjalistę z działu prawnego portalu, prestiżowym medalem „VIRTUS EST PERFECTA RATIO” im. Księcia Franciszka Ksawerego Druckiego-Lubeckiego za zasługi w obszarze wiedzy podatkowej i skarbowej[55].
- Ponadto w 2023 roku Rafał Hirsch, dziennikarz BI Polska, otrzymał nagrodę Grand Press Economy w konkursie Grand Press za swoje publikacje[56].
- W 2021 roku, Barbara Oksińska z redakcji Business Insidera została uhonorowana główną nagrodą Dziennikarza Roku w organizowanym przez Towarową Giełdę Energii (TGE) konkursie "Platynowe Megawaty". Ta sama autorka w tym samym roku została wyróżniona w kategorii „Najlepsza publikacja na temat rynku energii elektrycznej w 2021 roku” za artykuł „Stan nadzwyczajny w polskiej energetyce. Jesteśmy w stanie wojny, w której co chwila zmieniają się fronty”[57].
- Z kolei w 2021 roku cała redakcja BI Polska odebrała wyróżnienie od Związku Liderów Sektora Usług Biznesowych (ABSL) za rzetelne relacjonowanie tematów ekonomicznych i gospodarczych[15].